# Benoît Chomel de Jarnieu
Benoît Chomel de Jarnieu, né le 6 octobre 1955 à Saint-Mandé, est un militaire français. Amiral, il est major général de la Marine du 1er septembre 2009 au 31 août 2011, puis inspecteur général des armées (marine) du 31 mars 2012 au 1er septembre 2013. Il est auparavant Directeur du personnel militaire de la Marine. Avant de servir en état-major, navigue durant une vingtaine d années. Commande trois bâtiments de la Marine (Édic de Nouméa 1982 ; aviso PM L’Her 1990 ; frégate La Motte-Picquet 2000). Il est breveté Lutte sous la mer, École de guerre navale et cours supérieur interarmées. Auditeur du Centre des hautes études militaires (CHEM ) et de l IHEDN.

## Biographie

### Origine et formation
Benoît Chomel de Jarnieu est issu d'une famille de la haute bourgeoisie du Vivarais connue depuis la fin du XIIIe siècle[pas clair] et dont la filiation suivie débute dans la première moitié du XVe siècle
Son arière-grand-père, René Daveluy, était contre-amiral dans la Marine nationale française.
Il entre à l'École navale en 1975.

### Carrière militaire
Benoît Chomel de Jarnieu devient commandant de l'EDIC 9083 à Nouméa en 1981.
Il devient directeur du cours des officiers de spécialité au Centre d'instruction naval de Saint-Mandrier en 1987.
Commandant de l'aviso Premier maître l'Her en Méditerranée en 1991, il prend part à la mission « Artimon » dans l'Océan Indien. Il est nommé commandant en second de la frégate anti-aérienne Jean-Bart en 1997.
Il est nommé rédacteur à la sous-direction technologie opérationnelle puis celles de chef de la cellule crise et du bureau OTAN à la Délégation aux affaires stratégiques.
Il prend part à la mission « Héraclès » en 2000 comme commandant de la frégate anti-sous-marine La Motte-Picquet.
Auditeur à l'Institut des hautes études de défense nationale (IHEDN) et du Centre des hautes études militaires en 2002, il est nommé chef de la cellule « Relations internationales, monde » du cabinet militaire du ministre de la Défense en 2003. Il passe amiral en 2005 et devient chef de la division « Organisation et ressources humaines » auprès de l'État-major des armées. Il devient sous-chef d'état-major et directeur du personnel militaire de la Marine en 2007, puis major général de la Marine en 2009.
Il est nommé inspecteur général des armées pour la Marine nationale et élevé au grade d'amiral en 2012.

### Retraite
Benoît Chomel de Jarnieu publie un livre sur son arrière-grand-père, le contre-amiral René Daveluy et crée un site web pour la réédition d’ouvrages portant sur le monde militaire.
L'un de ses quatre enfants, le capitaine Romain Chomel de Jarnieu (1985-2019), appartenant au Groupement de commandos de montagne, est mort pour la France dans un accident aérien lors du combat de la vallée d'Eranga.

## Décorations
- Commandeur de la Légion d'honneur en 2010[5] (officier en 2006, chevalier en 1997[6]).
- Officier de l'ordre national du Mérite en 2000[7] (chevalier en 1991).
- Croix de la Valeur militaire avec citation à l’ordre de la division de bâtiments.
- Commandeur de l'ordre du Mérite maritime en 2014[8] (officier en 2000).
- Croix du combattant.
- Médaille d'Outre-Mer (agrafe Moyen-Orient).
- Médaille de reconnaissance de la Nation.
- Médaille commémorative française (agrafe Afghanistan)
- Médaille de la Défense nationale, échelon bronze.
- Commandeur du Mérite de l’Ordre de Malte.
- Médaille de libération du Koweït (Arabie Saoudite).
- Médaille de la libération du Koweït (Koweït).
- Croix d'honneur (or) de la Bundeswehr (Allemagne).